# Amobia ornaticauda
Amobia ornaticauda är en tvåvingeart som först beskrevs av Aldrich 1928.  Amobia ornaticauda ingår i släktet Amobia och familjen köttflugor. Inga underarter finns listade i Catalogue of Life.